# Apoteksombud
Apoteksombud finns bland annat i Sverige och är utlämningsställen för läkemedel och andra apoteksvaror. I Sverige ligger apoteksombud på mindre orter som saknar vanligt apotek. Apoteksvarorna skickas till apoteksombuden via Apoteket AB:s distansapotek, där recepten iordningställs och varorna plockas, slutkontrolleras och paketeras.